# Julien Trarieux
Julien Trarieux (Nizza, 19 agosto 1992) è un ciclista su strada e mountain biker francese che corre per il China Glory - Mentech Continental Cycling Team. Già campione nazionale Under-23 di cross country, è professionista dal 2018.

## Palmarès

### Strada
- 2017 (AVC Aix-en-Provence, una vittoria)

2ª tappa Tour de la Manche (Montebourg > Gavray)
- 2023 (China Glory Continental Cycling Team, due vittorie)

3ª tappa Tour of Huangshan (Huangshan > Huangshan)
Classifica generale Tour of Huangshan
- 2024 (China Glory-Mentech Continental Cycling Team, una vittoria)

Alanya Cup

#### Altri successi
- 2023 (China Glory Continental Cycling Team)

Classifica a punti Tour of Huangshan

### Mountain bike
- 2010

Campionati francesi, Cross country Junior
- 2013

Campionati francesi, Cross country Under-23
Rio de Mouro
- 2015

Banyoles

## Piazzamenti

### Classiche monumento
- Parigi-Roubaix

2018: 98º
2019: 70º
2021: ritirato

### Competizioni mondiali
- Campionati del mondo di mountain bike

Mont-Sainte-Anne 2010 - Staffetta mista: 4º
Mont-Sainte-Anne 2010 - Cross country Junior: 2º
Pietermaritzburg 2013 - Cross country Under-23: 5º
Hafjell 2014 - Cross country Under-23: 33º
- Campionati del mondo gravel

Veneto 2022 - Elite: 15º

### Competizioni europee
- Campionati europei di mountain bike

Berna 2013 - Cross country Under-23: 18º
St. Wendel 2014 - Cross country Under-23: 30º